# Haroun et la Mer des Histoires

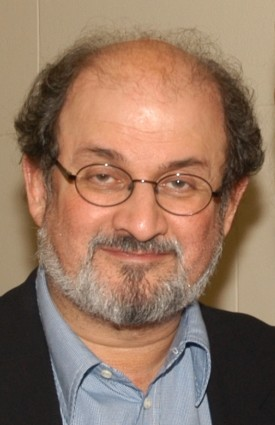
photo de l'auteur (Salman Rushler) (novembre 2006)

Haroun et la Mer des Histoires (Haroun and the Sea of Stories en anglais) est une nouvelle pour les enfants écrite en 1990 par Salman Rushdie. Il s'agit de sa cinquième publication qui fit suite aux Versets sataniques écrit en 1988. C’est une histoire fantasmagorique qui commence dans une ville si triste et si ruineuse qu’elle a oublié son nom.
Haroun et la mer d’histoires est une allégorie des problèmes existant dans la société d’aujourd’hui et en particulier dans le sous-continent indien. Il présente ces problèmes du point de vue du jeune protagoniste Haroun. Salman Rushdie a dédié ce livre à son fils, dont il a été séparé pendant un certain temps. De nombreux éléments de l’histoire traitent des problèmes de censure, une question particulièrement pertinente pour Rushdie en raison de la fatwa émise contre lui en 1989 par l’ayatollah Khomeiny. Le livre est très allusif et contient des jeux de mots en plusieurs langues. De nombreux noms de personnages principaux font allusion à un aspect de la parole ou du silence.
Il est disponible sous forme de livre audio lu par Rushdie lui-même.

## Résumé de l’intrigue
Au début de l’histoire, le protagoniste Haroun Khalifa vit avec son père Rashid, un célèbre conteur et médecin, et sa mère Soraya, jusqu’à ce que cette dernière soit séduite par leur voisin « M. Sengupta » pour quitter la maison. Par la suite, Rashid est embauché pour parler au nom des politiciens locaux, mais échoue à sa mission initiale. Avec Haroun à la remorque, Rashid est de là transporté dans la « Vallée de K » par le messager « M. Butt », pour parler au nom de « Snooty Buttoo », un autre politicien. Tentant de dormir à bord du yacht de Buttoo, Haroun découvre « Iff le Génie de l’Eau », chargé de détacher l’imagination de Rashid, et demande à parler au superviseur d’Iff, le Morse, pour argumenter contre cette décision. Ils sont ensuite transportés jusqu’à la « Mer d’Histoires » éponyme par une intelligence artificielle sous la forme d’une huppe, surnommée « Butt » d’après le messager. Dans la Mer des Histoires, Haroun apprend que la mer est menacée par l’antagoniste « Khattam-Shud », qui représente la fin
Dans le royaume de Gup, le roi Chattergy, le prince Bolo, le général Kitab et le morse annoncent leurs plans de guerre contre le royaume voisin de Chup, afin de capturer la fiancée de Bolo, la princesse Batcheat, et d’arrêter la pollution de la mer des histoires. Rashid les rejoint ici, après avoir été témoin de l’enlèvement de Batcheat. Par la suite, Haroun et ses compagnons rejoignent l’armée Guppee des « Pages » en direction de Chup, où ils se lient d’amitié avec Mudra, l’ancien commandant en second de Khattam-Shud.
Haroun, Iff, Butt the Huppe et Mali, le jardinier des histoires, enquêtent sur la « Vieille Zone » de la Mer et sont capturés par l’ombre animée de Khattam-Shud, qui prévoit de brancher la Source de l’Histoire au fond de la Mer. Avant qu’il ne puisse le faire, Mali détruit les machines utilisées par Khattam-Shud pour empoisonner la mer, et Haroun restaure l’alternance longtemps annulée de la mer entre la nuit et le jour. détruisant ainsi l’ombre de l’antagoniste et ceux qui l’aident, et détournant le « Bouchon » géant destiné à sceller la Source. À Chup, l’armée Guppee détruit l’armée des Chupwalas et libère la princesse Batcheat ; sur quoi Khattam-Shud lui-même est écrasé sous une statue qui s’effondre et qu’il a lui-même commandée. Par la suite, le morse promet à Haroun une fin heureuse de sa propre histoire. De retour dans le monde des humains, Rashid révèle les aventures d’Haroun aux citoyens locaux, qui expulsent Snooty Buttoo.
Lorsque Rashid et Haroun rentrent chez eux, les habitants de leur ville sont libérés des chaînes de leur misère et se souviennent de Kahanidu, le nom de leur résidence,. Soraya retourne auprès de son fils et de son mari.
Le roman se termine par une annexe expliquant la signification du nom de chaque personnage principal.

## Lieux
- Œuvre de réalisme magique, l’histoire commence et se déroule en partie dans « une ville triste », la plus triste des villes, une ville si ruineusement triste qu’elle avait oublié son nom », qui est située à côté « d’une mer lugubre pleine de poissons maussades », qui étaient si misérables à manger qu’elles faisaient « roter de mélancolie ». Cette ville est densément peuplée de gens, dont seul le personnage principal Haroun et ses parents sont heureux, tandis que dans le nord de la ville se trouvent des usines dans lesquelles la tristesse est prétendument fabriquée et exportée. Les usines produisent une pollution de l’air qui n’est soulagée que par la pluie, ce qui annonce également l’arrivée du pomfret dans les eaux voisines. À la fin du livre, la ville sans nom se révèle être nommée Kahani.
- La plupart des lieux terrestres présents dans le livre sont situés dans la nation fictive d’Alifbay, qui est une combinaison des deux premières lettres de l’alphabet arabe basé sur l’alphabet ourdou. Alif et Bay, et contient donc de nombreux lieux nommés d’après des lettres, tels que la « Vallée de K » et le « Tunnel de I (également connu sous le nom de J) ».
- Au centre de la vallée de K se trouve le lac Dull, dont il est dit dans l’appendice du roman qu’il porte le nom du lac Dal au Cachemire. Cela implique que le Cachemire est l’endroit sur lequel K est basé. Le lac Dull lui-même est l’emplacement de la Moody Land, un paysage dont le temps change pour refléter les émotions des personnes qui y sont actuellement présentes. C’est l’endroit où les personnages principaux se rendent à la demande d’un politicien corrompu, et où leurs aventures commencent.

La plus grande partie de l’intrigue se déroule sur une lune fictive de la Terre, nommée Kahani, dont l’orbite est contrôlée par un « processus trop compliqué à expliquer » également appelé dans le livre « P2C2E ». Ces processus lui permettent de survoler tous les points de la Terre comme un satellite. Kahani se compose d’un océan massif, qui est composé d’un nombre infini d’histoires, chaque histoire prenant la forme d’un courant d’une couleur unique. Les couleurs englobent l’ensemble du spectre visible et s’étendent au-delà dans des spectres dont l’existence n’est pas connue. Diverses îles et un continent sont également représentés sur la lune. Le nom « Kahani » lui-même signifie « Histoire » en Ourdou et Hindi, et se révèle finalement être le nom de la triste ville ; Une révélation qui enlève la tristesse des habitants de la ville.
- Le Kahani de la Lune est, pendant la majeure partie de l’intrigue, divisé en deux sections de taille égale, dont l’une est maintenue dans la lumière perpétuelle du jour et l’autre dans l’obscurité perpétuelle. Les deux sont séparés par une étroite bande de crépuscule, qui est marquée par un champ de force nommé Mur de Chattergy. Le côté lumière du jour s’appelle Gup, un mot hindi et ourdou (signifiant « commérages », « non-sens » ou « mensonge » en anglais) et le côté sombre de la nuit s’appelle Chup (qui signifie « calme »). Les habitants de Gup accordent de l’importance à la parole et sont appelés « Gupp »« tandis que les habitants de Chup sont déclarés avoir historiquement apprécié le silence et sont appelés « Chupwalas », ce qui signifie « gars tranquilles ». Le « u » de « Gup » rime avec le « u » de « cup », le « u » de « Chup » se prononce de la même manière que le « oo » de « good », et le « w » de « Chupwala » ressemble à un son situé à mi-chemin entre les lettres anglaises « w » et « v. » Au pôle Sud de Kahani se trouve une source connue sous le nom de Source des Histoires, à partir de laquelle (selon la prémisse de l’intrigue) toutes les histoires sont communiquées. La prévention du blocage de cette source constitue donc le point culminant de l’intrigue du roman. Une grande partie de l’intrigue sur la Lune Kahani peut être considérée comme dépeignant le contraste entre une société libérale et la dictature.

## Personnages
- Haroun : Le personnage principal/conscience centrale de l’histoire. Un enfant jeune, curieux, courageux et franc. Il lutte pendant la majeure partie de l’histoire avec une forme de trouble déficitaire de l’attention avec hyperactivité causé par sa mère qui s’est enfuie avec M. Sengupta à onze heures précises, et sous son influence, il est incapable de se concentrer pendant une longue période de temps (pas plus de onze minutes). Mais il finit par surmonter son trouble à l’apogée, pour ne plus jamais en souffrir. Lui et son père sont tous deux nommés d’après le légendaire calife de Bagdad, Haroun al-Rashid, qui figure dans de nombreux contes des Les Mille et Une Nuits. Leur nom de famille Khalifa signifie en fait calife[4].
- Rashid : Le père d’Haroun, connu sous le nom de Shah de Blah et de l’océan de notions pour sa capacité à concevoir des histoires impromptues, Rashid est un conteur professionnel parfois engagé par des politiciens corrompus pour persuader les électeurs en leur faveur. Son attachement à sa femme et à sa pratique de la narration est probablement sa plus grande faiblesse psychologique ; Lorsque l’un d’eux est perdu, il devient déprimé et a tendance à perdre l’autre. Dans l’histoire, pour récupérer ce dernier, il se rend à Kahani par des moyens connus sous le nom de « Rapture », grâce auxquels il est capable de voyager à l’intérieur de ses rêves et de se réveiller dans le monde que son rêve a créé. Arrivé à Kahani, il alerte les Guppees de l’emplacement de leur princesse Batcheat et rejoint plus tard leur armée pour la sauver des Chupwalas.
- Soraya : La mère d’Haroun et la femme de Rashid, qui est fatiguée de son imagination et le quitte pour M. Sengupta, un voisin terne et morne. Le fait qu’elle s’éloigne de Rashid est sous-entendu au début de l’histoire, où elle aurait abandonné ses chansons quotidiennes. À la fin, elle retourne auprès de Rashid et ravive son affection pour son mari et son fils. À son retour, la dépression qui accable Rashid et le syndrome manifesté par Haroun ne réapparaissent pas. Son nom est probablement de langue persane à l'origine.
- Mr. Sengupta: Le voisin d’Haroun, qui s’enfuit avec Soraya. En règle générale, M. Sengupta méprise l’imagination et les histoires, ce qui prépare le terrain pour son apparition ultérieure sur Kahani en tant qu’antagoniste Khattam-Shud. La défaite de Khattam-Shud semble correspondre à la désertion de M. Sengupta par Soraya, qui ne réapparaît pas en personne. Son nom est un Bengali nom de famille.
- Miss Oneeta: Mr. L’épouse obèse, bavarde, imbue d’elle-même, extrêmement émotive et généreuse de Sengupta, déçue par son mari après qu’il se soit enfui avec Soraya. Dans sa consternation, elle le renie, ainsi que son nom de femme mariée. C’est elle qui révèle que Soraya a abandonné sa famille et que son acte a donné à Haroun son trouble, et annonce également son retour.
- M. Butt : Le facteur, un chauffeur téméraire qui, lorsqu’on lui demande d’assurer le transport de Haroun et de Rashid (qui est censé prendre la parole lors d’une élection de fonctionnaires), ignore toutes les autres demandes de les conduire à destination avant le crépuscule. Il est l’équivalent implicite de la huppe, qui sert également de moyen de transport à Haroun.
- Snooty Buttoo : Un politicien corrompu qui embauche Rashid pour convaincre les électeurs qu’il (Buttoo) devrait être réélu. Buttoo est une personne consciente de sa classe, pompeuse, arrogante et sûre d’elle-même, dont la principale emprise sur ses électeurs est qu’il a déjà été réélu. Pour persuader Rashid de sympathiser avec lui, il offre à Rashid et Haroun un séjour sur une luxueuse péniche appelée « Les Mille et Une Nuits Plus Une ». Il est finalement chassé de son district à la demande de la population.
- Butt the Hoopoe : Une huppe mécanique qui devient le destrier d’Haroun à Kahani, capable de presque tous les exploits mentaux connus, y compris la télépathie (ce dernier produisant une blague récurrente selon laquelle il « parlait sans bouger son bec »). Il est également capable de voler à des vitesses impossibles, entre la Terre et Kahani. Parce qu’il partage avec M. Butt l’idiosyncrasie de dire « but but but » au début des phrases, en plus de quelques détails superficiels d’apparence, il est appelé par le même nom. Dans son introduction, il est décrit comme « l’oiseau qui conduit tous les autres oiseaux à travers de nombreux endroits dangereux vers leur but ultime ».
- Iff : Un « génie de l’eau » de Kahani qui accompagne Haroun à Kahani. La tâche d’Iff est de contrôler l’imagination de Rashid, sous la forme d’eaux transmises à Rashid via un robinet invisible par des moyens appelés « Processus trop compliqué pour être expliqué » Iff lui-même est un personnage bienveillant avec une moustache et une barbe bleue ; une personnalité exubérante, quelque peu acariâtre ; et ayant l’habitude de parler avec des synonymes.
- Prince Bolo[5] : Possible parodie de l’archétype du héros impressionnant ou du prince charmant. Bolo est un personnage mélodramatique téméraire, légèrement stupide, nominalement le chef de la charge pour sauver la princesse Batcheat Moi de Chup, mais ayant peu d’autorité ; enclin à s’exciter à la moindre provocation ; et obsédé par le sauvetage de Batcheat, de sorte que toutes les autres choses lui paraissent de peu d’importance. Il tire souvent son épée quand il n’est pas sage de se battre ; étend une fois l’immunité diplomatique à un assassin déterminé à le tuer, et donne souvent l’impression aux lecteurs d’être quelque peu en désaccord avec les réalités de sa situation.
- Princess Batcheat: une demoiselle en détresse. Batcheat est la fille du roi Chattergy, souverain de Gup, et la fiancée du prince Bolo. Elle est un peu bête ; sentimental; téméraire; et complètement amoureuse de Bolo, qui est la seule personne à la trouver belle. Tous les autres personnages ont une piètre opinion de son nez, de ses dents et de sa voix chantante. La plupart des références (y compris, dans un passage, celles de la narration) à l’une ou l’autre de ces caractéristiques se terminent par : "...il n’y a pas besoin d’entrer là-dedans », et aucune description exacte n’est donnée du visage de Batcheat. Son nom se prononce « Baat-cheat,"[6] qui se traduit par « conversation ». Lorsque la princesse Batcheat est capturée par Chupwalas lors d’une excursion à la frontière entre Gup et Chup[7] ils complotent pour lui recoudre la bouche et la rebaptiser Khamosh, ce qui signifie « silencieux », mais ils ne le mettent jamais à exécution.
- Général Kitab : Littéralement « Livre Général », le Général Kitab est le commandant de l'armée Gupp appelée la « Bibliothèque ». Il se compose d’une multitude de Pages. Le général participe à tous les débats sur la valeur de la cause dans laquelle l’armée s’est engagée, et forme souvent de tels débats dans le but de résoudre tout conflit d’intérêts ou d’opinion. Toute l’armée prend donc part à toutes les campagnes d’argumentation rogérienne, dont le seul but est de produire la conciliation et l’unité finale entre les pages. Parce que les lois Guppee permettent une liberté d’expression illimitée, ces débats sont sans entrave dans une mesure qui serait (comme le remarque Haroun) considérée comme de l’insubordination dans le monde du lecteur. Le général Kitab lui-même est souvent troublé et embarrassé par l’impétuosité du prince Bolo.
- King Chattergy : père de la princesse Batcheat et beau-père du prince Bolo, qui forme le chef nominal du gouvernement de Gup mais n’a que peu de pouvoir réel. On lui donne très peu de rôle dans la majeure partie de l’histoire. Le mur séparant Gup de Chup porte son nom. Son nom est un nom légitime en Inde, bien qu’il soit généralement orthographié « Chatterjee ».
- Blabbermouth : Une page féminine de la bibliothèque de Gup. Blabbermouth est une fille bavarde, de mauvaise humeur, têtue, sans scrupules, querelleuse et courageuse qui méprise la princesse Batcheat, se déguise en garçon (en raison de l’absence d’égalité des droits pour les filles) et est habile dans l’art de la jonglerie. Blabbermouth rejoint l’armée de Gup pour marcher sur Chup. Elle sauve de nombreuses vies en empêchant une tentative d’attentat à la bombe par l’ambassadeur de Khattam-Shud. Là-dessus, elle est démasquée en tant que jeune fille et expulsée de l’armée par Bolo. Elle devient alors l’assistante de Mudra, un allié des Guppees, dont elle est supposée s’enticher.
- Mudra: Commandant en second de Khattam-Shud, qui devient mécontent de la politique de son maître et fait défection du côté des Gutpee. Son ombre, comme les ombres de chaque personne dans Chup, peut se comporter indépendamment de lui-même et est donc son acolyte. Mudra lui-même est un guerrier habile dans l’art du combat au corps à corps. Il est décrit comme ayant de la peinture verte et des traits exagérés couvrant son visage ; comme étant vêtu d’une armure volumineuse qui augmente son apparence de taille ; et comme ayant les yeux blancs à la pupille, gris à l’iris et noirs à la sclérotique. De tels yeux sont communs à tous les Chupwalas et sont entièrement aveugles en pleine lumière. Mudra est presque muet, ne pouvant communiquer que son propre nom et qu’il « parle » par Abhinaya, la langue des signes utilisée dans la danse classique indienne. Son propre nom est dit dans l’annexe comme étant le terme générique pour tous les signes utilisés dans cette langue. Après l’apogée, Mudra devient président de Chup. Qu’il rende la pareille à Blabbermou l’engouement n’est jamais déclaré.
- Khattam-Shud : Le méchant de l’histoire, dont le nom signifie « complètement fini ». En tant que personnage, il est le « Prince du Silence et l’Ennemi de la Parole » craint par la plupart des Guppees. Il est le dirigeant impitoyable de Chup et, dans un certain sens, l’homologue kahanien de M. Sengupta. Khattam-Shud est le fondateur d’une religion dont le commandement suprême est l’abstinence de la parole. À Chup City, les écoles, les palais de justice et les théâtres ont dû fermer. Khattam-Shud essaie d’empoisonner la mer pour que toutes les histoires tournent mal et se terminent mal. Lorsqu’on lui demande pourquoi, il répond : « ... tous les mondes... ils sont tous là pour être gouvernés ». Lors du sac de la capitale de Chup, il est écrasé par son propre symbole de pouvoir, la statue « Bezaban ».
- Les Têtes d’Œuf : Ici, les techniciens de Kahani : à poil blanc, complètement chauves, enthousiastes, joyeux et intelligents. On dit que les Têtes d’Œuf de Gup City sont les inventeurs de tous les « Processus Trop Compliqués à Expliquer », par lesquels des exploits impossibles tels que l’orbite bizarre de Kahani, la création de fins heureuses artificielles pour les histoires et la transmission de « l’eau de l’histoire » aux conteurs terrestres sont facilement accomplis. Ils sont en admiration devant leur surintendant, le Morse, pour sa possession d’une moustache.
- Morse : Le surintendant des Têtes d’Œuf, se distinguait d’eux par sa possession d’une petite moustache qui lui donne son nom.
- Poisson Plénitimaw : Poisson-ange de la taille d’un requin géant. Le nom est dérivé de leur multiplicité de bouches, à travers lesquelles ils ingèrent constamment les histoires véhiculées par les eaux. À l’intérieur de leurs corps, les histoires se combinent pour former de nouvelles histoires. Les poissons s’accouplent pour la vie et voyagent toujours par paires, qui parlent ensuite en rimes. Le nom est également utilisé pour s’associer à la déclaration de Buttoo selon laquelle « il y a beaucoup plus de poissons dans la mer », tandis que le physique de poisson-ange des deux rappelle la réponse de Rashid selon laquelle « [on] doit parcourir un long, long chemin pour trouver un poisson-ange ».
- Mali: Un « jardinier flottant » composé de vignes à fleurs entrelacées et de plantes aquatiques qui se comportent comme un organisme unique. Il est l’un des nombreux dont la tâche est d’empêcher les histoires de devenir irrémédiablement alambiquées et de couper les mauvaises herbes à la surface de l’océan. Les jardiniers flottants sont divisés en une hiérarchie de classes, dont le Mali appartient à la première classe, vraisemblablement la plus élevée. Le Mali, et vraisemblablement d’autres jardiniers flottants, est pratiquement invulnérable, être capable de résister à toutes les attaques faites contre lui par les Chupwalas. Bien qu’il soit normalement taciturne selon les normes humaines, il est montré en train de chanter des comptines lorsqu’il défie les attaques.

## Allusions/références à d’autres œuvres
- "Sea of the Rivers of Story » est l’équivalent anglais de Kathāsaritsāgara, le titre d’un recueil de légendes indiennes du XIe siècle.
- Des éléments de l’histoire sont indiqués comme ayant été tirés du livre de Baum Le Magicien d’Oz, J. R. R. Tolkien|Le Seigneur des Anneaux de Tolkien et Les Aventures d’Alice au Pays des Merveilles de Lewis Carroll, en plus d’avoir été comparé au roman populaire pour enfants Le Péage fantôme.
- Une autre référence évidente est celle des histoires des Mille et Une Nuits. Haroun, le fils de Rashid Khalifa, fait référence à Haroun al-Rashid, un calife qui régna de 786 à 809 et qui apparaît fréquemment dans les histoires des Mille et Une Nuits.
- « Iff the Water Genie » est une référence au génie dans « La lampe magique d’Aladdin ». Haroun vole la clé magique d’Iff, et par conséquent, Iff est forcé d’obéir aux ordres d’Haroun, tout comme le génie l’a fait lorsque Aladdin est entré en possession de la lampe magique.
- The Walrus joue sur la chanson des Beatles « I Am the Walrus » et sur « The Walrus and the Carpenter » de Lewis Carroll.
- Lorsque le personnage de Mudra est rencontré pour la première fois, les bruits qu’il émet sont le gargouillis « Gogogol » et le bruit de toux « Kafkafka », comme des références aux écrivains Nikolaï Gogol et Franz Kafka, dont ils déforment les noms. Rushdie fait une autre référence à Kafka quand Iff décrit les poissons de la Plénitude dans la mer, qui avalent des histoires, comme un artiste affamé
- Une référence est faite au conte populaire Raiponce dans le quatrième chapitre du livre.
- Haroun rencontre un guerrier qui se bat contre sa propre ombre. Il s’agit peut-être d’une référence à Peter Pan de J. M. Barrie.
- « Goopy » et « Bagha », les noms des Plentimaws, font allusion aux personnages Goopy et Bagha créés par l’auteur bengali Upendrakishore Ray Chowdhury. Son petit-fils, le réalisateur oscarisé Satyajit Ray, a réalisé deux films avec Goopy et Bagha comme protagonistes.

## Adaptations
- Une pièce de théâtre basée sur le livre a été adaptée pour la scène par Tim Supple et David Tushingham. Il a été créé en 1998 au Royal National Theatre de Londres. [citation nécessaire]
- Un opéra, Haroun et la mer des histoires, de Charles Wuorinen avec un livret de James Fenton, écrite en 2001, a été créée au New York City Opera à l’automne 2004[8].